# Персидская кампания
Персидская кампания Первой мировой войны — военные действия, происходившие во время Первой мировой войны на территории Персии между войсками стран Антанты (Российская империя, Британская империя) с одной стороны и турецкими войсками — с другой. Для российских войск эти военные действия были частью Кавказской кампании, а для британских — частью Месопотамской кампании.

## Ситуация в начале войны
Персия в течение Первой мировой войны сохраняла нейтралитет. Однако её территория стала местом военных действий сразу после вступления Османской империи в войну. Причиной этого было то, что Персия занимала важное стратегическое положение и располагала существенными запасами нефти.
К 1914 году Персия, переживавшая период упадка, превратилась в полуколонию европейских держав. Британская и Российская империя разделили её на сферы влияния: Россия получила северную часть, а Британия — южную, с исключительным правом разработки нефтяных месторождений в этих регионах. Стратегические планы Центральных держав в Персии состояли в том, чтобы попытаться отрезать своих противников от иранской и азербайджанской нефти и создать против них единый фронт исламских стран. С помощью Турции, объявившей странам Антанты джихад, Германская империя собиралась привлечь на свою сторону мусульманские страны Центральной Азии — Персию, Афганистан, северо-западную часть Индии (Пакистан); а также Египет. Для этой цели в Стамбуле было учреждено Восточное разведывательное бюро (нем. Nachrichtenstelle für den Orient). В частности, в Персии немцы возлагали большие надежды на своего консула Вильгельма Вассмусса, получившего прозвище «немецкий Лоуренс». Он убеждал своё начальство в Стамбуле в том, что сумеет поднять в Персии восстание против Британской империи.
30 октября 1914 года корабли турецкого флота, в числе которых были и немецкие «Гёбен» и «Бреслау», обстреляли российские порты на Чёрном море. Таким образом Османская империя вступила в Первую мировую войну на стороне Германии. 1 ноября войну Турции объявила Россия, 5 ноября — Британская империя, союзник России по Антанте, а 8 ноября подразделения турецкой 3-й армии (3-я и 5-я пехотные дивизии, усиленные курдскими конными отрядами), вторглись на территорию Иранского Азербайджана. В это время на севере Ирана находилась небольшая группировка русских войск под командованием генерала Назарбекова. Превосходящие силы турок и курдов под командованием Халил-бея взяли город Урмию и захватили около тысячи русских пленных.

## Боевые действия в январе-августе 1915 года
В 1915 году германо-турецкое командование намеревалось продолжать наступление в Северной Персии с целью выхода на территорию  Иранского Азербайджана и Афганистан. 14 января турки и курды внезапной атакой захватили Тебриз. Российское командование, оценив стратегическое значение персидского участка фронта, выделило для его защиты 4-й Кавказский корпус. Он состоял в основном из казачьей конницы, а также армянских добровольческих батальонов. Уже 30 января в Тебриз вошли русские войска под командованием генерала Ф. Чернозубова.
В апреле Халил-бей вновь попытался взять Тебриз. Тогда произошло одно из первых крупных сражений между армянами и турками: 1-я Армянская добровольческая дружина под командованием Андраника Озаняна успешно отбивала турецкие атаки до подхода основных сил русской армии. В Дилиманском сражении (15 апреля) генералу Назарбекову удалось разгромить турок и вытеснить их с территории Ирана.
В это время в тылу у турок вспыхнуло восстание христианского населения — армян и ассирийцев. 5-я дивизия турецкого корпуса Халил-бея, брошенная против них, окружила восставших в городе Ван. Русское командование решило прийти на помощь повстанцам и продолжило наступление. В мае-июне русские войска продвинулись на 80-100 километров, взяв Урмию и сняв осаду с Вана (18 мая). Однако летом 1915 года силы русских были ослаблены из-за недостатка боеприпасов и переброски части войск на германский фронт, где в это время шло отступление. В результате в июле 4-й Кавказский корпус был вынужден перейти к обороне.
Со стороны турок наступление вела ударная группировка Абдул Керим-паши. Её целью было обойти русских с севера и взять их в кольцо. Для противодействия этому из резервных частей был сформирован отряд под командованием генерала Н. Н. Баратова. Но он вёл наступление недостаточно энергично, поэтому турецкая ударная группировка не смогла выполнить поставленной задачи, но и не была разбита, успев отступить и занять оборонительные позиции. Тем не менее русская армия сохранила почти все территории, занятые весной этого года.
Британские войска в августе 1915 года заняли Бушир.

## Хамаданская операция
Осенью 1915 года ситуация в Персии стала вызывать беспокойство союзников. Деятельность агентов Центральных держав начала приносить результаты. В ноябре на их стороне начали активно действовать отряды персидской жандармерии. В британской зоне влияния они захватили города Шираз, Йезд и Керман. Мохаммад Таки, командующий жандармерией в Хамадане, вступил в сражение с Персидской казачьей бригадой (которая была одним из основных инструментов российского влияния в Иране). Жандармы сумели разоружить казаков, и некоторые из них даже перешли на сторону Мохаммада Таки, выслушав произнесённую им патриотическую речь. С помощью своих людей в иранском правительстве турки надеялись поднять всеобщее восстание против русских и англичан и получить согласие на ввод в Персию турецких войск, что дало бы возможность скоординировать действия персидской жандармерии и турецкой армии. Вильгельм Вассмусс был арестован в британской зоне влияния, но сумел сбежать.
Для установления полного военного контроля на севере Персии русское командование сформировало кавалерийский корпус, командование которым поручило генералу Н. Н. Баратову. В состав корпуса входили 3 батальона, 39 сотен и 20 орудий. Корпус был переправлен в Персию из Баку по Каспийскому морю, и 30 октября 1915 года высадился в порту Энзели. 11 ноября корпус вошёл в Казвин, откуда повёл наступление на Кум и Хамадан. Персидская жандармерия была не в состоянии противостоять ему. Хамадан был занят русскими в декабре, пронемецкие отряды отступили к Керманшаху. Цель операции была достигнута, однако в это время в Эль-Куте (Месопотамия) турками была блокирована десятитысячная группировка британских войск под командованием генерала Таунсенда, и корпус Баратова по просьбе британцев продолжил наступление.
В Хорасан был направлен русский отряд из Туркестанского военного округа (100 человек с 4 орудиями). Действуя совместно с британским отрядом в Систане, они контролировали всю Восточную Персию, не позволяя агентам Центральных держав проникать в Афганистан и Индию.

## События 1916—1917 годов
Корпус генерала Баратова продолжал наступление и 16 февраля вошёл в Керманшах, а в конце апреля — в Ханекин, в Месопотамии (150 километров от Багдада). Однако помочь Таунсенду он уже не успевал — 29 апреля британские войска в Эль-Куте сдались. В мае Персия была полностью очищена от пронемецких отрядов жандармерии, их участники были вынуждены уйти в Османскую империю. Мохаммад Таки поступил на службу в германский воздушный флот, в дальнейшем сбил 25 самолётов противника и был награждён Железным крестом.
В апреле 1916 года британское командование обратилось к российским союзникам с просьбой оказать помощь британским войскам у Багдада, которым грозило окружение турецкими войсками. В связи с этим командиру 2-й сотни 1-го Уманского кошевого атамана Головатова полка Кубанского казачьего войска есаулу В. Д. Гамалию было приказано выступить 27 апреля со своей сотней в рейд и в течение 14 суток соединиться с британскими войсками, занимавшими оборону в районе Басры, чтобы создать у турок впечатление, что сотня — это головной дозор крупной российской группировки, спешащей на помощь англичанам, и отвлечь этим часть турецких сил от союзников.
Сотня Гамалия совершила труднейший поход из Керманшаха в Месопотамию, пройдя около 1000 вёрст по тылам турецкой армии за 10 суток. Потери сотни составили 1 офицер и 7 казаков. Цель была достигнута — навстречу якобы идущим на юг российским войскам были направлены значительные турецкие силы, что позволило британцам выиграть несколько суток. Сконцентрировав за это время вдесятеро сильнейшие по численности войска, британцы вытеснили турок из долины Тигра. За проявленное мужество и храбрость Гамалий получил орден Георгия 4-й степени и британский орден, офицеры сотни были награждены золотым георгиевским оружием, а все нижние чины — георгиевскими крестами. Это был второй случай в истории, когда георгиевскими наградами награждалось целое подразделение (первый — экипаж крейсера «Варяг»).
В июле 1916 г. против корпуса Баратова пошла в наступление 6-я турецкая армия, освободившаяся после взятия Эль-Кута. Корпусу Баратова, хоть он и был к тому времени усилен (13 батальонов и дружин, 65 эскадронов и сотен, 35 орудий), пришлось отступить на 300 километров, оставив Керманшах, Кум и Хамадан. В ноябре в Тегеране произошла попытка государственного переворота, но Султан Ахмад-шах укрылся в русском посольстве, а войска Баратова подавили восстание. Члены Меджлиса, участвовавшие в перевороте, бежали на запад. В декабре Баратов вновь очистил от пронемецких сил Кум и Хамадан, в марте 1917 — Керманшах, а 4 апреля снова взял Ханекин. В кампанию 1917 года планировалось совместное наступление корпуса Баратова с англичанами через Багдад на Мосул. Но на этот раз планы нарушил нездоровый климат Месопотамии, вынудивший Баратова вернуть свой корпус в Персию, чтобы провести там лето.
К тому времени в России уже произошла Февральская революция с её приказом № 1, который отменял единоначалие в армии. В течение 1917 года русская армия постепенно разваливалась, а после Октябрьской революции Россия объявила о немедленном выходе из войны. Поэтому Месопотамскую кампанию британцы заканчивали сами.
В конце 1917 г. в персидском порту Энзели с целью «советизации» российского корпуса в Персии высадился десант матросов-большевиков под командованием Ф. Раскольникова. Однако этот отряд был окружён подразделениями Персидской казачьей дивизии и был вынужден вернуться в Россию. Российские войска были выведены из Персии в конце 1917 — начале 1918 г.

## Боевые действия в 1918 году
В феврале 1918 года Кавказский кавалерийский корпус под командованием генерала Баратова состоял из около 1000 кубанских и терских казаков. Несмотря на мирный договор, заключенный российским правительством, Баратов и его люди оказывали поддержку британцам в борьбе с османами, которые оставались в Персии до окончания Первой мировой войны.
3 марта 1918 года великий визирь Талат-паша подписал Брест-Литовский мирный договор с РСФСР. Брест-Литовский договор предусматривал возвращение границ между Россией и Османской империей к их довоенной конфигурации, а также передачу Османской империи городов Батуми, Карса и Ардагана.
В апреле 1918 года армяне Вана бежали на восток в сторону Иранского Азербайджана, где планировали присоединиться к армии Озаняна.
13 апреля превосходящие по численности турецкие войска были разгромлены силами ассирийских добровольцев при Сулдузе, которые смогли воссоединиться с британцами.
В начале 1918 года 3-я турецкая армия перешла в наступление. Отступающие армяне из Вана, к которым присоединились ассирийцы, заняли позицию у Дильмана, однако все же отступили на юг к озеру Урмия. 
8 июня 1918 года 4-й турецкий корпус вошел в Тебриз. Якуб Шевки столкнулся с армянскими добровольцами численностью 4 000 человек, прибывшими из Вана, которые стремились прорвать линию Шахтахты-Табриз и соединиться с остальной армией. Однако 15 июня они были разбиты 12-й дивизией 4-го турецкого корпуса. 
24 июня войскам Озаняна удалось разбить турецкое войско и, получив подкрепление, осадить Хой. В то же время 5-я дивизия 4-го турецкого корпуса была разбита полуторатысячной армянской армией. На юге Урмия пала перед 4-м турецким корпусом 31 июля. К концу июля британское присутствие в Персии усилилось, и продвижение 9-й армии было остановлено.
В июле 1918 года британская армия захватила большую часть Месопотамии в ходе Месопотамской кампании, а также значительную часть Иранского Азербайджана. Была проведена подготовка к созданию большого лагеря для ассирийских и армянских беженцев в районе Баакубы. К концу сентября было сформировано четыре батальона из ассирийских и армянских добровольцев в составе британской армии.
К сентябрю 1918 года османы укрепили свой контроль над северной Персией между Тебризом и южным побережьем Каспийского моря. Однако остальная часть региона была под контролем англичан, которые будут удерживать данные территории вплоть до Мудросского перемирия.

## В культуре
Некоторые события Первой мировой войны в Иране, в частности захват Тебриза турками в 1915 году, описаны в историческом романе азербайджанского писателя М. С. Ордубади «Тавриз Туманный» (1933—1948).